# Ephesia hymenoides
Ephesia hymenoides là một loài bướm đêm trong họ Noctuidae.